# Лі Мак-Ніл
Лі Вернон Мак-Ніл (англ. Lee Vernon McNeill; нар. 2 грудня 1964 — пом. 29 вересня 2021) — американський легкоатлет, який спеціалізувався в бігу на короткі дистанції.
Пішов з життя, маючи 56 років.

## Спортивні досягнення
Учасник змагань з естафетного бігу 4×100 метрів на Олімпіаді-1988, де американська команда була дискваліфікована в попередньому забігу через передачу естафетної палички Келвіном Смітом Лі Мак-Нілу поза межами естафетного коридору.
Чемпіон світу з естафетного бігу 4×100 метрів (1987).
Чемпіон Панамериканських ігор з естафетного бігу 4×100 метрів (1987).
Бронзовий призер Універсіади з бігу на 100 метрів та з естафетного бігу 4×100 метрів (1985).